# Виппинген
Виппинген (нем. Wippingen) — община в Германии, в земле Нижняя Саксония.
Входит в состав района Эмсланд. Подчиняется управлению Дёрпен. Население составляет 884 человека (на 31 декабря 2010 года). Занимает площадь 16,54 км².

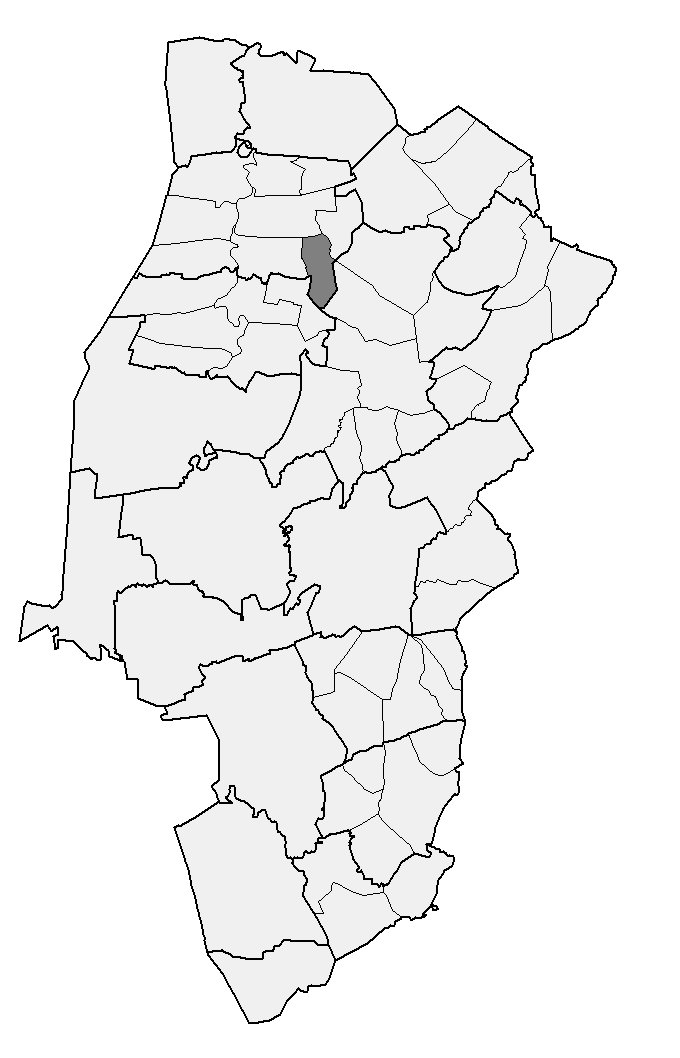
Виппинген

| Год  | Население |
| ---- | --------- |
| 1990 | 691       |
| 1995 | 731       |
| 2000 | 812       |
| 2005 | 876       |
| 2010 | 901       |